# Nikki Taylor
Nikki Leialoha Taylor (Honolulu, 23 giugno 1995) è una pallavolista e giocatrice di beach volley statunitense, opposto del Saint-Raphaël.

## Biografia
Figlia di Graham e Kimberly Taylor, nasce a Honolulu, nelle Hawaii. Suo padre giocava a pallacanestro alla Pacific. Ha un fratello maggiore, Joshua, ex pallavolista professionista e ora allenatore, così come la moglie, Molly Kreklow, e una sorella minore. Nel 2013 si diploma alla Henry J. Kaiser High School. In seguito studia comunicazione alla Hawaii.

## Carriera

### Pallavolo

#### Club
La carriera di Nikki Taylor inizia a livello giovanile, giocando per la 'Imi 'Ike; gioca anche a livello scolastico nei tornei hawaiani con la Henry J. Kaiser HS. Dopo il diploma gioca a livello universitario per la Hawaii, partecipando alla NCAA Division I dal 2013 al 2016: pur non andando mai oltre le finali regionali, ottiene comunque alcuni riconoscimenti individuali.
Nel gennaio 2017 firma il suo primo contratto professionistico in Italia, partecipando col Filottrano alla seconda parte della Serie A1 2017-18. Si accasa poi in Finlandia poco dopo l'inizio della stagione 2018-19, partecipando alla Lentopallon Mestaruusliiga col Kangasala, mentre nella stagione seguente emigra in Germania per giocare la 1. Bundesliga con il Vilsbiburg: nel campionato 2020-21 resta nella formazione tedesca, venendo tuttavia svincolata dopo qualche settimana dall'inizio dell'annata; rientra in campo poco dopo per completare l'annata in Svizzera, dove partecipa alla Lega Nazionale A con lo Cheseaux.
Approda quindi in Francia nell'annata 2021-22, calcando i campi della Ligue A con il Saint-Raphaël.

#### Nazionale
Esordisce nella nazionale statunitense in occasione della Coppa panamericana 2016, dove conquista la medaglia di bronzo.

### Beach Volley
Fa parte del programma di beach volley della sua università dal 2014 al 2017.

## Palmarès

### Nazionale (competizioni minori)
- Coppa panamericana 2016

### Premi individuali
- 2015 - All-America Second Team
- 2015 - NCAA Division I: Des Moines Regional All-Tournament Team
- 2016 - All-America Second Team